# Emílio Martins Costa
Emílio Martins Costa (Portalegre, no Alto Alentejo,  21 de fevereiro de 1877 – Lisboa, 17 de fevereiro de 1952)   foi um político, escritor e professor português originário numa família oriunda da burguesia liberal.

## Biografia
Corria o ano de 1896 chegou a Lisboa a fim de frequentar o então Instituto Industrial, onde procedeu à sua matricula no Curso Superior de Letras.
Terá sido durante o período de estudante que adquiriu as preocupações sociais e intelectuais que marcariam  as suas acções futuras no seio da comunidade, mas também uma experiência política e social que moldou o seu modo de actuar no futuro.
Foi em 1897 que entrou de forma decisiva no mundo da política ao assinar o Manifesto Académico Republicano, tendo também na mesma altura participado fundação do Centro Académico Republicano, ambos relacionados com a Maçonaria Académica.
Ainda como estudante fez corpo activo da Maçonaria Académica, passando daqui para a Carbonária Portuguesa. Foi, também, membro activo da Loja Maçónica Montanha onde chegou ao grau de mestre.
Na literatura activa destacou-se entre várias actividades pela fundação do jornal “O Amigo do Povo”, que foi editado entre os anos de 1901 e 1903. Nesta publicação periódica, e sob o pseudónimo de Demétrio, defendeu as suas ideias anarquistas e libertárias. 
Não tendo concluído os cursos onde se inscrevera, suspendeu a sua actividade de estudante e iniciou uma viagem por vários países da  Europa, tendo viajado por França, Bélgica e Suíça, locais onde esteve por vários anos, nomeadamente entre 1903 e 1909.
Quando esteve em França, foi secretário pessoal de Francisco Ferrer, tendo participado da criação da Liga Internacional para a Educação Racional da Infância. Esta actividade levou-o a ter a experiencia necessária para a quando do seu regresso a Portugal proceder a abertura de uma secção em Portugal dessa mesma liga (Liga Internacional para a Educação Racional da Infância de Portugal). Ainda durante a sua estadia em França foi colaborador activo dos jornais “Les Temps Nouveaux” e “La Révolution”.
Depois do sua viagem pela Europa, e já de forma definitiva em Portugal procedeu à sua integração no grupo de propaganda tido como anarco-sindicalista denominado “Germinal”, tendo também pela mesma altura dado iniciou a uma carreira docente, tendo dado aulas no Liceu Mouzinho da Silveira, na cidade de Portalegre, entre os anos de 1911 e 1913. 
Depois de sair desta estrutura de ensino deu aulas no Liceu Passos Manuel, na cidade de Lisboa entre os anos de 1915 e 1919. Daqui deu aulas no Colégio Estoril entre os anos de 1919 e 1921. A sua actividade como docente foi ainda exercida na Escola Comercial Ferreira Borges, local onde trabalhou por alguns anos, na Escola-Oficina n.º 1 e também na Escola Académica. . Durante a sua vida lectiva, e relacionado com a actividade que exercia produziu vários trabalhos escritos sobre assuntos educativos, que fez publicar em diferentes jornais, nomeadamente:  “A Manhã”, “Seara Nova”, “República”, “O Primeiro de Janeiro”, “A Pátria”, “A Voz do Operário”, “Educação Social”, entre várias outras publicações de referência. Também se encontra colaboração  da sua autoria nas revistas Amanhã  (1909), Atlântida (1915-1920) e  Renovação (1925-1926) . Durante este período de tempo procedeu a várias conferências sobre assuntos relacionados com a política de ensino, relacionadas com programas em uso e às metodologias aplicadas. 
Foi autor de várias obras ligadas aos seus ideais políticos, por ordem cronológica se podem referir como:  o “Sindicalismo Independente” publicado em 1931, a obra “Aspetos Sociais da Orientação Profissional”, publicado em 1942, a “Filosofia Caseira - Pedagogias, Educações, Políticas e outras Curiosidades”, publicado em 1947.
É possível e por via das obras que publicou, conhecer melhor aquela altura da história de Portugal, pois  permitem uma analise do trabalho da Monarquia, versos as perspectivas do então Partido Republicano, permitindo elaborar um balanço dos primeiros tempos da República, como se evidencia na sua publicação: «O que pretendo afirmar, é que uma mudança de instituições políticas em Portugal, que o estabelecimento duma democracia, digna deste nome, é um enorme auxiliar de propagação da ideia libertaria; e que por isso. os libertários têm todo o interesse em que a revolução política republicana se faça, pelo que a devem apoiar no que puderem.
Entre nós repetem-se sempre os mesmos argumentos para se dizer que os republicanos são tão exploradores do povo como os monárquicos, argumentos colhidos do extrangeiro, de países onde o problema político está resolvido, onde o povo, quer sob a forma monárquica, quer sob a republicana, gosa relativamente duma grande liberdade, onde já se não torna necessário, senão excepcionalmente, pugnar pela liberdade política. Acontece isto em França, na Inglaterra, na Suíça, na Dinamarca, etc. E nesses países, quando acontece haver algum atentado á liberdade do cidadão, as constituições políticas respectivas são rudemente atacadas pelos defensores dos perseguidos, que então dizem, nesses momentos de exaltação, não valerem cousa alguma as instituições políticas, afirmação que a sangue frio não fazem tão perentoria-mente.
Ha libertários portugueses, que procedem como se vivessem num pais como a Dinamarca, onde naturalmente não ha um partido republicano, porque não é preciso; o presidente daquella democracia, chama-se rei.» .
Perante a actividade politica e publicações feitas é possível afirmar que Emílio Costa, foi uma personagem a ter em conta no Movimento Socialista e no movimento libertário em Portugal. 